# Venusia inclinata
Venusia inclinata är en fjärilsart som beskrevs av George Duryea Hulst 1891. Venusia inclinata ingår i släktet Venusia och familjen mätare. Inga underarter finns listade i Catalogue of Life.